# Jean-Marie Berckmans
Jean-Marie Henri Berckmans (Mol, 28 oktober 1953 - Antwerpen, 31 augustus 2008) was een Vlaams schrijver, publicerend onder de naam JMH Berckmans. Op zijn elfde verhuisde de Berckmans-familie om economische redenen van het Limburgse Leopoldsburg naar Antwerpen. Tot zijn dood woonde hij in Antwerpen.
Berckmans schreef al sinds de jaren zestig. Zijn pseudoniem verwees naar de Nederlandse schrijver Maarten Biesheuvel. Hij kampte zijn leven lang met een ernstige bipolaire stoornis en hardnekkige verslavingen aan drank en roken. In de jaren negentig maakte hij gedurende korte tijd deel uit van de rocktheatergroep Circus Bulderdrang, samen met onder anderen Vitalski en Manu Bruynseraede.
Berckmans' korte proza behandelt een thematiek van harde persoonlijke strijd aan de onderkant van de samenleving. Halfweg de jaren negentig werd hij dan ook beschouwd als de peetvader van 'Generatie Nix'. Zijn stijlmiddelen verwijzen vaak naar jazz, rockmuziek, volkstaal en wetenschap. Zijn werk is erg beïnvloed door schrijvers als Samuel Beckett en de wijze waarop deze een existentiële radiografie van het bestaan maakten. Ook de beat poets, waaronder Allen Ginsberg, hadden invloed op sommige van zijn boeken zoals Het zomert in Barakstad - door velen beschouwd als zijn meesterwerk. Binnen de Vlaamse literatuur maakt hij deel uit van de traditie van eigenzinnige, selfmade schrijvers die een eigen taaluniversum weten te scheppen zoals Stijn Streuvels, Louis Paul Boon en Ivo Michiels. Zijn laatste, bij leven verschenen boek uit 2006, Je kunt geen twintig zijn op suikerheuvel, werd uitgegeven door Manteau. Het stond begin 2007 op de longlist van De Gouden Uil Literatuurprijs.
Hij noemde zichzelf soms 'de man van staal' of 'Pafke, het meest concrete mafke'.
Tien jaar na Berckmans' overlijden verscheen bij Uitgeverij Vrijdag zijn biografie Schrijven in de Grauwzone, van de hand van auteur Chris Ceustermans.

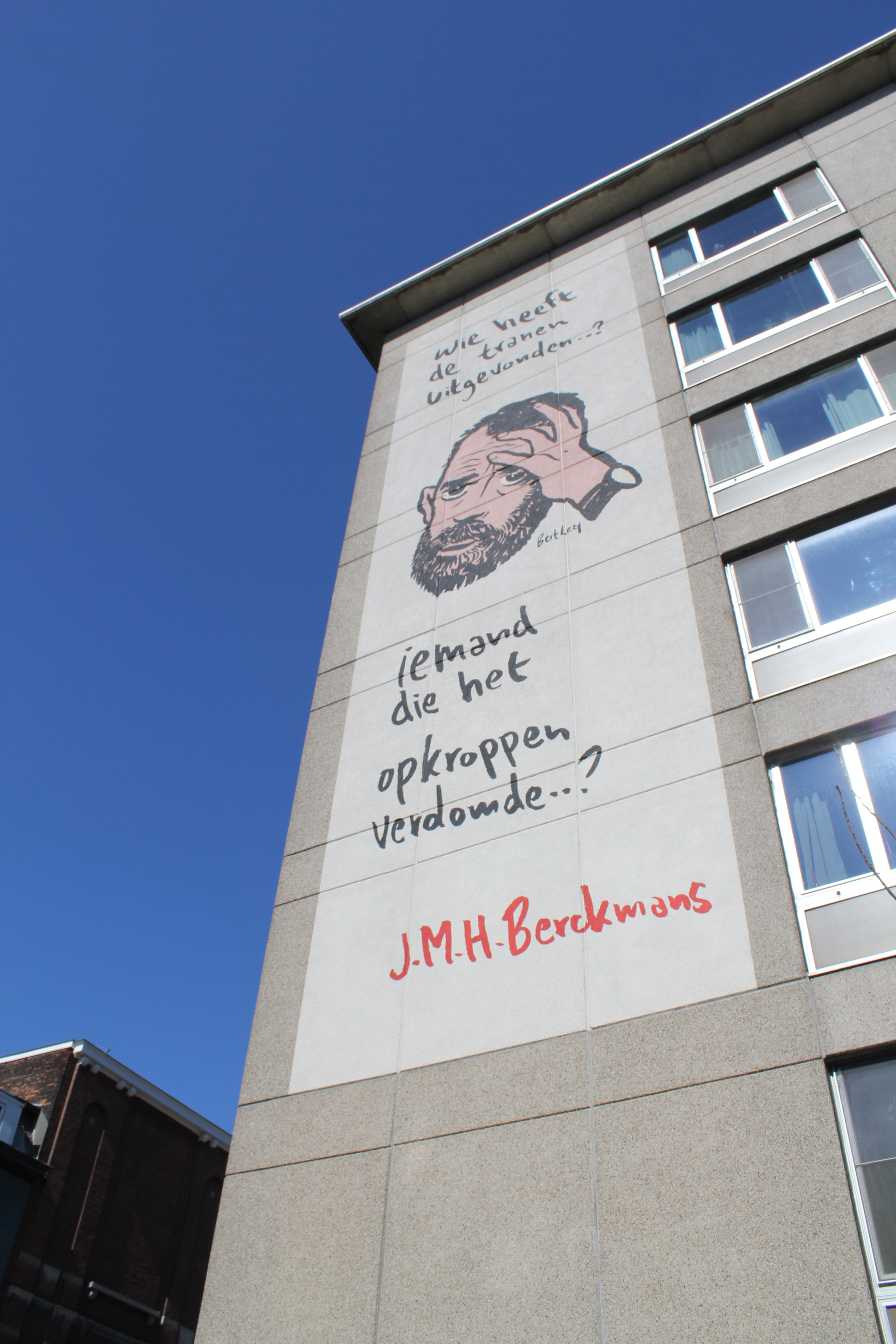
Muurschildering Broederminstraat, Antwerpen